# Till I Die
Till I Die ist ein Lied des US-amerikanischen R&B-Sängers Chris Brown aus dem Jahr 2012, in Zusammenarbeit mit den US-amerikanischen Rappern Big Sean und Wiz Khalifa.

## Entstehung und Veröffentlichung
Geschrieben wurde das Lied von den Interpreten Chris Brown, Sean Anderson (Big Sean) und Cameron Thomaz (Wiz Khalifa) selbst, zusammen mit den Koautoren Nathaniel Hills (Danja) und Marcella Araica. Danja zeichnete zudem auch für die Produktion verantwortlich.
Die Erstveröffentlichung von Till I Die erfolgte als Single am 13. April 2012 bei RCA Records. Diese erschien als digitaler Einzeltrack zum Download. Am 29. Juni 2012 erschien das Lied als Teil von Browns fünften Studioalbum Fortune (Katalognummer: 88691960552), dessen vierte Singleauskopplung es ist.

## Inhalt und Stil
Till I Die ist ein sehr stark vom Dirty South beeinflusster Rap- und Contemporary-R&B-Titel. Laut Lewis Corner von Digital Spy stammen einige Synthesizerelemente und das Intro außerdem vom Dubstep.
In dem Lied geht es hauptsächlich um Drogen einnehmen und feiern. Till I Die enthält sadomasochistische Anspielungen wie Now knock that pussy out / Yeah it’s just a lil' cat nap. Chris Brown sagte selber zu der Single, dass der Text sehr umgangssprachlich geschrieben sei und von dem alltäglichen Leben handelt.
Die Zeilen “I don’t need no key to start my car bitch / I just push a button” beziehen sich auf die Zeilen “No keys / Push to start” aus Wiz Khalifas Black and Yellow.

## Musikvideo
Das Video zu Till I Die wurde in der Innenstadt von Los Angeles am 30. Mai 2012 veröffentlicht. Es zeigt ein Büro, in dem sich Brown befindet, bevor er dann im Aufzug auf Big Sean und Wiz Khalifa trifft und sie dann im Pontiac Parisienne von Snoop Dogg in eine Party chauffiert werden. Auf der Party treffen sie dann ihre Kumpels und werden betrunken, so strampelt Chris Brown durch die Gegend. Gäste sind neben letztgenanntem unter anderem die Rapper Method Man, Redman und der Schauspieler Jamie Kennedy. Bis April 2025 zählte das Musikvideo über 8,5 Millionen Aufrufe auf der Videoplattform YouTube.

## Rezensionen
Das Lied bekam positive Kritiken. Hazel Robinzon zum Beispiel meinte:

“Track three has excellent collaborations – Till I Die is full of militant stomp, Big Sean and Wiz Khalifa, dedicated to getting high and being a doofus as a lifestyle.”

Außerdem verglich man das Lied sehr oft mit seinem Vorgänger Look at Me Now.
Seltener wurde negative Kritik laut. Maura Johnson meinte zum Beispiel, dass die Lyrics zeigen, dass Brown noch immer ein Bösewicht ist, vergab nur .

## Kommerzieller Erfolg

### Chartplatzierungen
Till I Die verfehlte die offiziellen Singlecharts, erreichte jedoch die Chartspitze der Bubbling Under Hot 100 Singles sowie Rang 68 der Hot Digital Songs.

### Auszeichnungen für Musikverkäufe
| Land/Region               | Auszeichnungen für Musikverkäufe (Land/Region, Auszeichnung, Verkäufe) | Verkäufe |
| ------------------------- | ---------------------------------------------------------------------- | -------- |
| Vereinigte Staaten (RIAA) | Gold                                                                   | 500.000  |
| Insgesamt                 | 1× Gold ·                                                              | 500.000  |

Hauptartikel: Chris Brown (Sänger)/Auszeichnungen für Musikverkäufe